# John Lundvik
John Hassim Lundvik (Londra, 27 gennaio 1983) è un cantante, compositore ed ex velocista svedese.
Dopo essere diventato famoso a livello nazionale come atleta già nel 2002, nel 2010 ha dato ufficialmente il via alla sua carriera musicale dopo aver abbandonato definitivamente quella agonistica. Ha rappresentato la Svezia all'Eurovision Song Contest 2019 con il brano Too Late for Love, classificandosi 5º su 26 finalisti.

## Biografia
Nato nella capitale britannica di etnia nigeriana, viene adottato da una famiglia svedese residente in città quando aveva solo una settimana di vita. Lundvik e la sua famiglia hanno continuato a vivere a Londra fino alla fine degli anni '80, quando si sono trasferiti nella città di Växjö.
Nel 2002 entra nella squadra di staffetta 4 x 100 metri d'atletica leggera della città, l'IFK Växjö, con il quale ha conquistato una medaglia di bronzo nei Campionati Svedesi nel 2005. Nel 2009, decide di ritirarsi ufficialmente dall'atletica leggera.
Inizia la sua carriera musicale nel 2010, scrivendo e componendo il brano When You Tell the World You're Mine per il matrimonio reale di Vittoria di Svezia e Daniel Westling. Ha continuato a scrivere brani per artisti come Anton Ewald, Isac Elliot e Sanna Nielsen, e ha composto la colonna sonora del film svedese Easy Money (Snabba Cash) e per la serie tv Empire.
Nel 2016 partecipa ad Allsång på Skansen, dove si è esibito in coppia con Lill Lindfors.
Nel 2018 prende parte a Melodifestivalen, il programma di selezione svedese per l'Eurovision Song Contest, con il brano My Turn. Dopo essersi qualificato, dalla prima semifinale, direttamente alla serata finale alla Friends Arena, si è classificato terzo su dodici partecipanti. Il brano My Turn riesce ad entrare in top 10 nella classifica singoli svedese.
Nel 2019 partecipa nuovamente al Melodifestivalen, questa volta con il brano Too Late for Love. Proprio come l'anno precedente, si qualifica direttamente alla serata finale del 9 marzo, sempre alla Friends Arena. Qui ottiene il punteggio massimo da tutte le otto giurie internazionali, nonché il punteggio più alto dal pubblico, venendo incoronato vincitore e di conseguenza rappresentante svedese all'Eurovision Song Contest 2019 a Tel Aviv, in Israele. Dopo essersi qualificato dalla seconda semifinale del 16 maggio, si è esibito per nono nella finale del 18 maggio successivo. Qui si è classificato 5º su 26 partecipanti con 334 punti totalizzati, di cui 93 dal televoto e 241 dalle giurie. È risultato il più televotato in Norvegia, e la più popolare fra i giurati di Armenia, Australia, Danimarca, Estonia, Finlandia, Irlanda, Islanda, Paesi Bassi, Repubblica Ceca e Spagna. È inoltre autore del brano Bigger than Us del cantante britannico Michael Rice, che è stato selezionato come rappresentante del Regno Unito alla stessa edizione del contest.
Nello stesso anno viene scelto dalla Disney, per doppiare Simba adulto, nella versione svedese del remake live action de Il re leone. Sempre nel 2019 pubblica l'EP My Turn, che include il brano presentato all'Eurovision ma anche musica rilasciata in precedenza, tra cui appunto la title track.
Nel 2020 partecipa alla quindicesima edizione del programma Let's Dance, vincendo la competizione. È uno degli autori del brano The Best in Me (Mon alliée) del cantante Tom Leeb, che avrebbe dovuto partecipare per la Francia all'Eurovision Song Contest 2020, prima della cancellazione per la pandemia di COVID-19. Inoltre fa una breve apparizione nel film di Netflix ispirato all'Eurovision, Eurovision Song Contest - La storia dei Fire Saga. Sempre per Netflix, doppia Forest Whitaker nella versione svedese del film Jingle Jangle: Un'avventura natalizia.

## Record personali
- 60 metri piani: 6"99 ( Växjö, 3 febbraio 2002)[17][18]
- 100 metri piani: 10"84 ( Karlskrona, 12 giugno 2006)[17]
- 200 metri piani: 22"42 ( Vellinge, 17 agosto 2003)[17]

## Discografia

### EP
- 2019 – My Turn
- 2021 – Välkommen jul

### Singoli
- 2015 – Friday Saturday Sunday
- 2016 – Love Your Body
- 2016 – All About the Games
- 2017 – With You
- 2018 – My Turn
- 2019 – Too Late for Love
- 2019 – One Night in Bangkok
- 2021 – Smålandssången
- 2022 – Änglavakt/Lights Go Low
- 2023 – Inget är som sommaren
- 2024 – Solid Ground (con Dear Sara)
- 2025 – Voice of the Silent

#### Come artista ospite
- 2015 – Open Your Eyes (Marc feat. John Lundvik)

### Come autore
| Anno | Artista             | Album                           | Brano                               | Co-autori                                                      |
| ---- | ------------------- | ------------------------------- | ----------------------------------- | -------------------------------------------------------------- |
| 2010 | Agnes & Björn Skifs | –                               | When You Tell the World You're Mine | Jörgen Elofsson                                                |
| 2014 | Anton Ewald         | On My Way                       | Natural                             | –                                                              |
| 2019 | Michael Rice        | –                               | Bigger than Us                      | Laurell Barker. Anna-Klara Folin, Jonas Thander                |
| 2020 | Tom Leeb            | Recollection (Extended Version) | The Best in Me                      | Amir Haddad, Tom Leeb, Léa Ivanne, Thomas G:son, Peter Boström |

## Filmografia
- Il re leone, regia di Jon Favreau (2019)
- Eurovision Song Contest - La storia dei Fire Saga, regia di David Dobkin (2020)
- Jingle Jangle: Un'avventura natalizia, regia di David E. Talbert (2020)